# Pantherodes unciaria
Pantherodes unciaria là một loài bướm đêm trong họ Geometridae.